# مربی (ورزش)

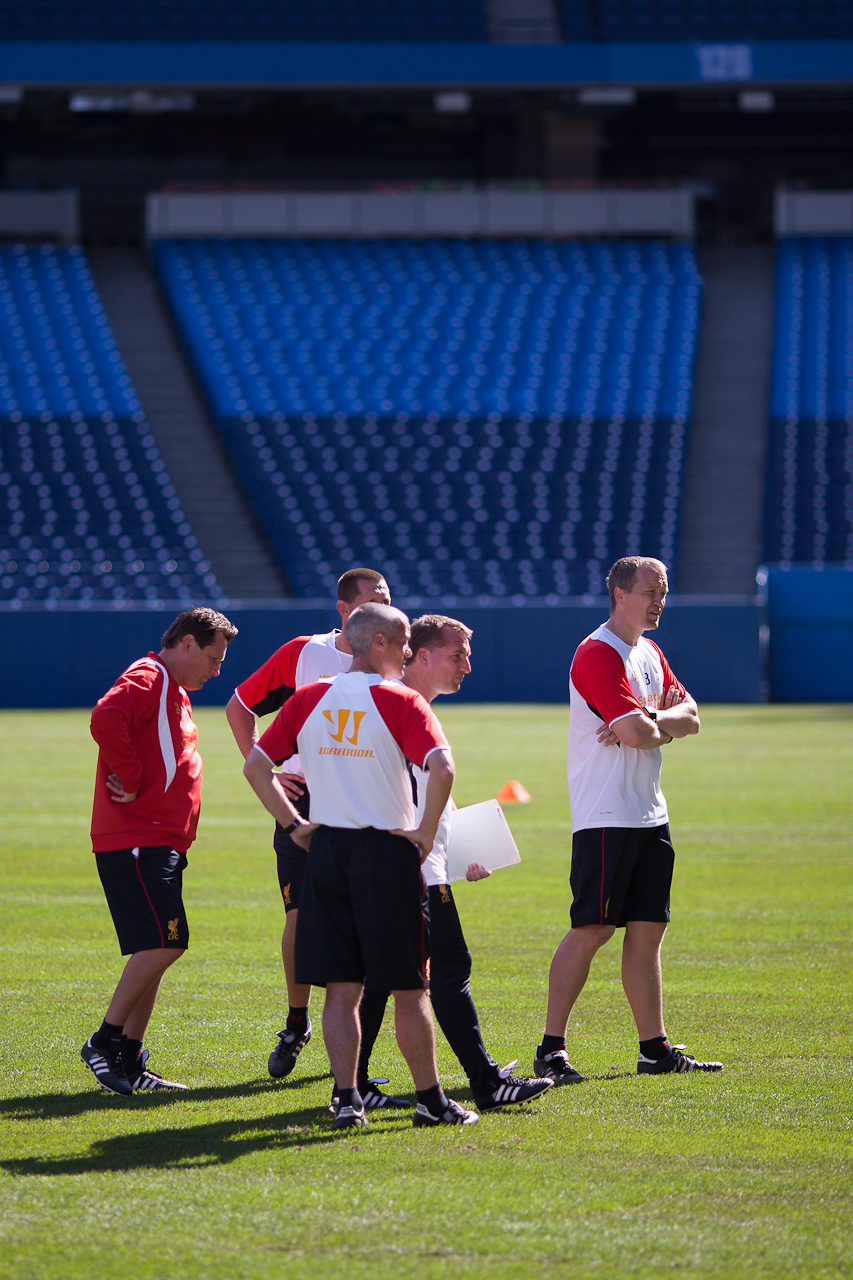
کادر مربیگری باشگاه فوتبال لیورپول در یک جلسه تمرینی که بازیکنان را زیر نظر دارند.

مُرَبّی در ورزش فردی است که کار مربیگری و آموزش افراد یک تیم ورزشی یا یک ورزشکار را به عهده دارد. مربی گری فرایند همراهی مداوم و حمایت از فردی برای ثابت قدم ماندن در اهداف و تعهدات خود است و به معنای پیمودن راهی میان بر، فائق آمدن بر ترس و تقویت و نیرومند ساختن نقاط و ویژگی‌های مهم و اساسی است. به بیان دیگر مربی گری هنر تسهیل کردن اجرای فعالیت‌ها، فرایند یادگیری و پیشرفت فرد است و به‌طور مداوم بر فرایندهای پیشرفت و رشد افراد تمرکز می‌کند.

## نقش‌های مربی
رهبر: وقتی گروهی از افراد برای رسیدن به هدفی تلاش می‌کنند، معمولاً کسی باید مسئول باشد.
پیرو: پیروی ضعف نیست بلکه نشانه ای از نیرومندی است.
معلم: مربیان مؤثر معلم هستند.
نقش الگو: مربیان در نمایش رفتارهای درست به عنوان الگویی برای پیروان خود هستند.
تعیین‌کننده محدودیت: مربی باید گاهی رفتارهای معینی را محدود کند و برای اطمینان از آمادگی درست بازیکنان برای بهترین عملکرد در بازی چهارچوبی را در نظر بگیرد.
روان‌شناس یا مشاور راهنما: مربی به عنوان مشاور با ورزشکار ملاقات می‌نماید تا با او دربارهٔ انتخاب راهبردهای مناسب برای غلبه بر عملکرد ضعیف و همچنین تعیین اهداف واقع بینانه و پیگیری میزان پیشرفت، تبادل نظر کند.
دوست: عنصری از رفاقت در ارتباط سالم بین مربی و بازیکن وجود دارد حتی خارج از محدوده ورزشی.
جانشین والدین: نقش مربی این نیست که والدین باشد، بلکه باید از همان هدف‌هایی حمایت کند که والدین برای فرزندان انجام می‌دهند.
عضو خانواده: مربی باید مسئولیت‌های خانوادگی را بشناسد و خانواده باید عنصری پاداش دهنده و مطبوع از زندگی مربی باشد و منبعی از لذت و وسیله ای برای جلوگیری از فروپاشی و تنهایی باشد.

## انواع

### مربی دموکرات
این نوع مربی مایل است ویژه و محبوب باشد و مورد علاقه گروه بیشتری از مردم قرار می‌گیرد. گاهی موفقیت زیادی کسب می‌کند به دلیل اینکه ورزشکار با مربی بسیار نزدیک بوده و برهمین اساس دستورها و خواسته‌های مربی رو به درستی اجرا می‌کند
این مربی تأکید بر این دارد که تمرین و قوانین تمرینی باید به‌طور عادلانه برابر و پیوسته اجرا شود
در این روش مربی به ورزشکار کمک می‌کند تا خلاقیت آن بیشتر شود و ورزشکار خود هدفی را انتخاب کند و در مسیر آن پیشرفت کند

### مربی تجاری
هدف این نوع مربی بیشتر شناخته شدن در سطوح جامعه است. هدف او از شرکت در مسابقات تنها به دلیل مسائل تجاری و تبلیغاتی است و برد یا باخت اهمیت چندانی نزد این نوع مربی ندارد
این نوع مربیان در تمرینات خود فشار چندانی به ورزشکار نمی‌آورند و این باعث می‌شود دربین ورزشکاران محبوبیت زیادی به‌دست بیاورند
البته برای ورزشکاران که هدف قهرمانی دارند این محبوبیت گذرا است و به تدریج ازبین می‌رود

### مربی خشن
این مربی کار خودرا بسیار جدی می‌گیرد، خیلی زود عصبانی می‌شود و تمام تلاش خودرا می‌کند تا تمام امکانات مورد نیاز ورزشکار را تا حد ممکن آماده کند. چنین مربی معمولاً با ورزشکار مشکل دارد و تا حد زیاد بر تکنیک و تاکتیک تأکید دارد
نظم و انجام دادن خواسته‌ها و به درستی انجام دادن تمرین برای این مربی بسیار حائز اهمیت است
شیوه تسلیم و واگذاری در مربیگری:
مربی در این روش کمتر تصمیم گیرنده است. در این روش مربی هیچ نوع آموزشی را به ورزشکاران نمی‌دهد و نفوذ بسیار کمی در بین ورزشکاران دارد و ورزشکار به مربی و خواسته‌های آن احترام نمی‌گذارد
این نوع مربی ناتوانی بسیار زیادی در انجام مسئولیت‌هایی که به آنها سپرده شده دارند. هیچ علم و دانشی از کاری که انجام می‌دهند رو ندارند و از معنی مربی بودن اطلاعاتی ندارند و تنها خود را مربی معرفی می‌کنند

### مربی آکادمیک
مربی آکادمیک همواره در تلاش است که روز به روز به علم و دانش خود اضافه کند، این نوع مربی با استفاده از منابع علمی معتبر و همچنین وسایل کمک آموزشی، اطلاعات به‌دست آورده و جمع‌آوری شده را تجزیه و تحلیل می‌کند. تمام نیازهای علمی و ورزشی ورزشکار را (در زمینه سلامت جسمانی و پیشگیری از آسیب‌ها و …)با علم و دانشی که به‌دست آورده‌است تا حد ممکن فراهم می‌کند
این نوع مربی مایل به درک اطلاعات علمی جدید و علاقه‌مند به گسترش علم خود مربوط به آن رشته که در آن فعالیت می‌کند را دارد.